# Ludwik Kolankowski

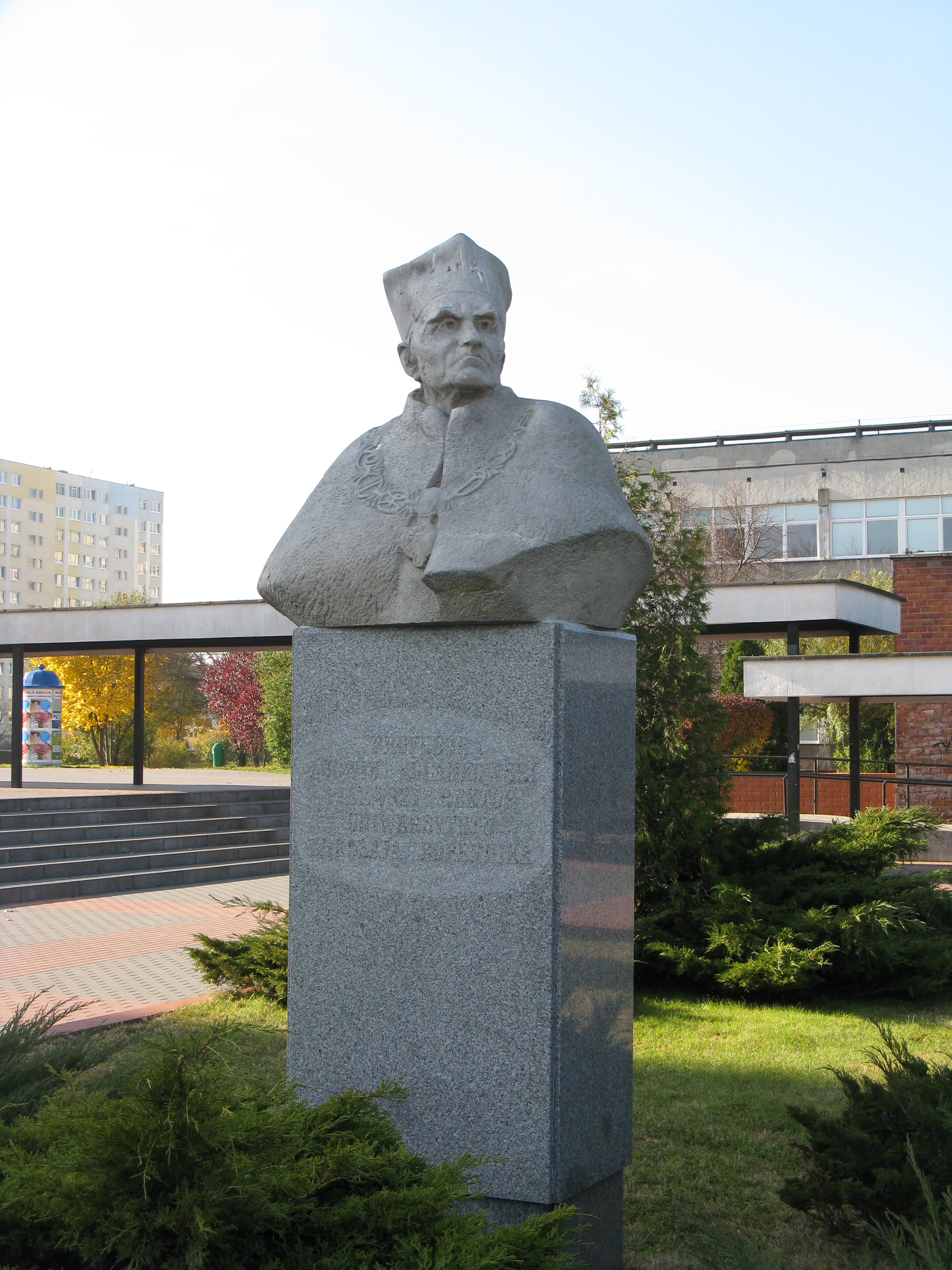
Popiersie Ludwika Kolankowskiego w Toruniu

Ludwik Kolankowski (ur. 21 czerwca 1882 w Pniowie, zm. 19 marca 1956 w Toruniu) – polski historyk, działacz polityczny i senator RP, profesor Uniwersytetu Lwowskiego i pierwszy rektor Uniwersytetu Mikołaja Kopernika w Toruniu, ostatni (1929–1944) dyrektor Biblioteki Ordynacji Zamojskiej w Warszawie.

## Życiorys
Urodził się w Pniowie koło Nadwórnej na Pokuciu, ojciec Karol był rolnikiem. Gimnazjum ukończył w 1901 w Stanisławowie, a w latach 1902–1906 studiował historię na lwowskim Uniwersytecie Franciszkańskim, potem (do 1907) kontynuował studia w Berlinie. W 1906 na Uniwersytecie Franciszkańskim uzyskał stopień doktora praw. Kierownikiem jego seminarium był Bronisław Dembiński, a promotorem Ludwik Finkel. Tematem rozprawy była Kandydatura Jana Albrechta Hohenzollerna na biskupstwo płockie 1522–1523. Habilitację uzyskał w 1913 na Uniwersytecie Jagiellońskim na podstawie rozprawy Zygmunt August, Wielki Książę Litwy do r. 1548.
Pracował w bibliotece Uniwersytetu Franciszkańskiego i Bibliotece Jagiellońskiej, początkowo jako wolontariusz, potem jako bibliotekarz. Od 1918 pracował w Ministerstwie Spraw Zagranicznych, m.in. jako naczelnik wydziału wschodniego, szef sekcji litewsko-białoruskiej, pełnomocnik ds. reorganizacji polskich placówek w Moskwie i Wiedniu. W 1919 był generalnym komisarzem cywilnym Zarządu Cywilnego Ziem Wschodnich oraz pełnomocnikiem Naczelnika Państwa ds. Uniwersytetu w Wilnie.
13 marca 1928 wziął udział (według relacji Wacława Jędrzejewicza) w spotkaniu powyborczym premiera Józefa Piłsudskiego z tzw. grupą pułkowników oraz wyselekcjonowaną częścią wybranych posłów i senatorów Bezpartyjnego Bloku Współpracy z Rządem w mieszkaniu Walerego Sławka.
2 października 1929 otrzymał nominację prezydenta na profesora zwyczajnego Uniwersytetu Stefana Batorego w Wilnie, ale nie przyjął jej, ponieważ senat uczelni zaprotestował przeciwko pomijaniu kolejności awansów. Ostatecznie tytuł profesora nadzwyczajnego otrzymał w 1931 jako profesor tytularny. W latach 1931–1936 kierownik Katedry Historii Europy Wschodniej USB. W latach 1936–1939 kierownik Katedry Historii Polski. W grudniu 1936 otrzymał tytuł profesora zwyczajnego historii Polski na Wydziale Humanistycznym Uniwersytetu Jana Kazimierza we Lwowie.
W latach 1938–1939 zasiadał w Senacie Rzeczypospolitej Polskiej, wybrany z województwa lwowskiego, przewodniczący komisji oświatowej, członek komisji spraw zagranicznych Senatu. Na początku 1937 został wyznaczony na szefa tworzącego się Obozu Zjednoczenia Narodowego na województwo lwowskiego i następnie od tego roku przewodniczył okręgowi lwowskiemu ONZ. Po reorganizacji struktur w lutym 1938 wyznaczony przewodniczącym okręgu lwowskiego OZN. W styczniu 1939 ustąpił z funkcji prezesa okręgu OZN (jego miejsce zajął Bronisław Wojciechowski).
Po agresji III Rzeszy na Polskę 10 września 1939 przyjechał do Warszawy, 25 września uczestniczył w akcji ratowania zbiorów płonącej Biblioteki Ordynacji Zamojskiej, zbombardowanej przez Niemców w czasie obrony Warszawy. W czasie okupacji niemieckiej rzeczoznawca ds. stosunków narodowych Delegatury Rządu RP na Kraj i Komendy Głównej AK. Był zaangażowany w działalność tajnego Uniwersytetu Ziem Zachodnich. W Bibliotece Ordynacji Zamojskiej prowadził tajną placówkę naukową. Po powstaniu warszawskim mieszkał w okolicach Łowicza i w Łodzi.
Od 1 marca 1945 był jednym ze współorganizatorów Uniwersytetu Łódzkiego, od 16 lipca do 1 września 1946 pełnił tam funkcję prorektora.
W latach 1945–1946 był prezesem Łódzkiego Towarzystwa Naukowego.
13 sierpnia 1946 Bolesław Bierut, jako prezydent KRN, mianował na wniosek ministra oświaty pierwszy skład profesorów Uniwersytetu Mikołaja Kopernika z Ludwikiem Kolankowskim jako rektorem. Stanowisko rektora pełnił do 31 sierpnia 1948. Miał wówczas kompetencje senatu, dziekanów oraz rad poszczególnych wydziałów.
Od 1934 był członkiem korespondentem Polskiej Akademii Umiejętności. W latach 1937–1947 pełnił funkcję prezesa Polskiego Towarzystwa Historycznego, był też jego członkiem honorowym.
16 września 1948 senat UMK przyznał mu tytuł doktora honoris causa, jednak uchwała nie została zaakceptowana przez Ministerstwo Edukacji. W dniu 27 listopada 2001 senat UMK podjął uchwałę stwierdzającą ważność tego tytułu.

## Uczniowie
Do grona jego uczniów należą m.in.: Ludwik Bazylow, Zofia Libiszowska, Ewa Maleczyńska, Jerzy Serczyk, Andrzej Tomczak.

## Życie prywatne
Syn Karola i Marii (z domu Jabłońskiej). Od 1909 żonaty z Marią (z domu Tyszyńską). Córki: Jadwiga (z męża Polkowska) i Maria Helena (z męża Hałatekową), syn Zygmunt (1913–1998) – prof. dr hab., historyk prawa i archiwista, organizator Archiwum Polskiej Akademii Nauk w Warszawie i jego wieloletni dyrektor.

## Ordery i odznaczenia
- Krzyż Komandorski Orderu Odrodzenia Polski (9 listopada 1931)[13]
- Krzyż Oficerski Orderu Odrodzenia Polski (19 sierpnia 1946)[14]

## Wybrane publikacje
- Kościół a cerkiew w Galicyi Wschodniej, Kraków: „Świat Słowiański”: G. Gebethner 1909[15].
- W pięćsetlecie Horodła, Kraków 1913.
- Dzieje Wielkiego Księstwa Litewskiego za Jagiellonów, t. 1: 1377–1499, Warszawa: skł. gł. Kasa im. Mianowskiego 1930 (wyd. 2 - Oświęcim: Napoleon V 2014).
- Sylweta Jagiellonów: w pięćsetną rocznicę śmierci kr. Władysława Jagiełły, Warszawa 1934.
- Jagiellonowie i Unja, Lwów 1936.
- Polska Jagiellonów: dzieje polityczne, Lwów: skł. gł. Gubrynowicz i Syn (wł. A. Krawczyński) 1936 (wyd. 3 popr. i uzup., do dr. przygotował Zygmunt Kolankowski, Olsztyn: Oficyna Warmińska 1991).
- Rycerstwo obertyńskie 1531 r., Lwów: Polskie Tow. Historyczne. Oddz. Lwowski 1938.
- Ludwik Kolankowski 1882–1956: zapiski pamiętnikarskie, do dr. przygot., wstępem i przypisami opatrzyła Sylwia Grochowina, Toruń: Wydawnictwo Naukowe Uniwersytetu Mikołaja Kopernika 2012.